# Emil Bosshard

Emil Bosshard

Emil Bosshard (* 24. Juni 1860 in Zürich; † 20. Februar 1937) war ein Schweizer Chemiker und von 1913 bis 1919 Rektor der ETH Zürich.
Bosshard besuchte die Kantonsschule in Zürich und studierte ab 1877 insbesondere Chemie an der ETH Zürich (damals Polytechnikum). Neben Chemie studierte er auch Botanik, Geologie, Geschichte Kunstgeschichte und Literaturgeschichte. Nach dem Diplomabschluss 1880 ging er in die Industrie in Deutschland und der Schweiz und wurde 1883 an der Universität Zürich promoviert (mit den Arbeiten Zur Kenntnis des Glutamins und Über Ammoniakbestimmung in Pflanzensäften). 1885 wurde er Professor für Chemie und Physik an der Kantonsschule Chur und war gleichzeitig Kantonschemiker. 1890 wurde er Professor am Technikum Winterthur und 1891 habilitierte er sich an der ETH Zürich und wurde dort Privatdozent. 1901 wurde er Titularprofessor und 1908 ordentlicher Professor für technische Chemie als Nachfolger von Georg Lunge. Ab 1913 war er für drei Amtsperioden Rektor der ETH Zürich in der schwierigen Zeit des Ersten Weltkriegs. 1930 wurde er emeritiert.
Er war im Vorstand der schweizerischen Gesellschaft für chemische Industrie, im Kuratorium der Marcel Benoist Stiftung und des Aluminium-Fonds und ab der Gründung 1919 bis 1936 Präsident der Eidgenössischen Volkswirtschafts-Stiftung, die wissenschaftliche Projekte unterstützte. Er war auch Präsident der Zürcher Naturforschenden Gesellschaft.
Er war Bürger von Winterthur. Bosshard war ein passionierter Bergsteiger und von 1900 bis 1903 Zentralpräsident des Schweizer Alpen-Clubs als Mitglied der Sektion Winterthur.